# 什雷什基夫齊
48°27′12″N 27°54′46″E / 48.45333°N 27.91278°E
什雷什基夫齊（烏克蘭語：Шлишківці），是烏克蘭西南部的村莊，隸屬文尼察州的莫希利夫-波迪利斯基区莫希利夫-波迪利斯基市镇。該村面積2.4平方公里，海拔高度151米，2001年人口333，人口密度每平方公里138.75人。